# Iheringichthys
Iheringichthys es un género de peces de agua dulce de la familia Pimelodidae en el orden Siluriformes. Sus 3 especies habitan en aguas templado-cálidas del centro-este de América del Sur, y son denominadas comúnmente bagres trompudos. La mayor longitud que alcanza ronda los 30 cm.

## Distribución
Este género se encuentra en ríos de aguas subtropicales del centro-este de América del Sur, en el Paraguay, el nordeste de la Argentina, el Uruguay y el centro y sur del Brasil, en la cuenca del Plata, en los ríos de la Plata, Uruguay, Paraguay y Paraná medio y superior.

### Especies
Este género se subdivide en 3 especies:
- Iheringichthys labrosus (Lütken, 1874)
- Iheringichthys megalops C. H. Eigenmann & Ward, 1907
- Iheringichthys syi Azpelicueta & Britski, 2012